# مدیر پنجره پشته‌ای
یک مدیر پنجره پُشته‌ای (به انگلیسی: stacking window manager) که با نام مدیر پنجره شناور نیز شناخته می‌شود، به مدیر پنجره‌ای گفته می‌شود که همه پنجره‌ها را در یک لیست ویژه رسم می‌کند و با استفاده از تکنیکی موسوم به الگوریتم نقاش، امکان همپوشانی پنجره‌ها را فراهم می‌کند. تمام مدیر پنجره‌هایی که اجازه همپوشانی پنجره‌ها را می‌دهند، اگر از نوع مدیر پنجره ترکیبی نباشند، از رویکرد مدیر پنجره پشته‌ای بهره می‌برند، هر چند ممکن است که به‌طور صد در صد از متدهای آن استفاده نکنند. مدیر پنجره‌هایی که از رویکرد مدیر پنجره پشته‌ای استفاده نمی‌کنند، اجازه همپوشانی پنجره‌ها را هم نمی‌دهند. به این مدیر پنجره‌ها، مدیر پنجره آجرنمایی گفته می‌شود.

مدیر پنجره پشته‌ای با رسم فقط یک پنجره در زمان واحد، اجازه همپوشانی به پنجره‌ها را می‌دهد. پشته سازی یا نقاشی مجدد (اشاره به الگوریتم نقاش دارد)، به رندر کردن هر پنجره تحت عنوان یک تصویر و رسم آن بر روی صفحه گفته می‌شود، حال ممکن است که در زمان رسم این تصویر، قسمت‌هایی از پنجره‌هایی که قبلاً رسم شده بودند توسط پنجره تازه رسم شده، پاک شده یا اصطلاحاً پوشانده شوند. غالباً یک فرایند از طریق میزکار اجرا می‌شود و با رسم یک یک پنجره‌ها و همه پنجرهٔ فرزند از آخر به اول، شکل وجودی خود را بدست میاورد.

پنجره‌ها به ترتیب وارد یک پشته می‌شنوند که به این روش Z-order میگویند.